# Folamour (musicien)
Bruno Boumendil, connu artistiquement sous le nom de Folamour, est un DJ et producteur français. Fondateur de FHUO Records, il est considéré comme une figure influente dans le renouveau des producteurs de house et de disco français, son catalogue diversifié comprend des albums, des EP et des remixes. Connu pour ses performances dynamiques et ses sets polyvalents, Folamour s'est imposé dans la scène underground de la house avec ses morceaux à rythme quatre temps.

## Biographie
Sa jeunesse est marquée par de fréquents déménagements et un sentiment de déracinement, ce qui le pousse à s'immerger dans la musique et la littérature. Folamour est formé à la guitare, à la batterie, à la basse et à la percussion.
Folamour gagne d'abord en reconnaissance avec son EP de début, Deeply Rooted Vibes, sorti vers 2014. Cet EP marque le début de sa carrière dans la house, caractérisée par une fusion de sonorités house et disco et une profondeur émotionnelle. Son deuxième album, Ordinary Drugs, sort en février 2019, à la suite de son premier album Umami en 2017. Umami est un album de 11 titres qui se caractérise par son mélange de house, de swing disco et de future jazz, inspiré par l'appréciation de Folamour pour la culture japonaise.
En 2019, Folamour donne 140 concerts à travers le monde. L'année 2020 marque une pause dans ses tournées, durant laquelle il concentre ses efforts sur le perfectionnement de ses compétences de production. Le 6 février 2021, il sort le single Just Want Happiness, en avant-première de son prochain album, dont les détails n'avaient pas encore été annoncés à l'époque. En mars 2021, Folamour sort le single éponyme The Journey avant la sortie de son album, sorti en juin de cette année-là. L'album, décrit comme un projet personnel explorant des thèmes d'amour et de liberté, est bien accueilli et marque un tournant vers l'écriture de textes originaux et l'enregistrement d'instruments live, délaissant les samples et les ordinateurs. The Journey présente des collaborations avec SG Lewis, Tertia May, et l'artiste zimbabwéen Zeke Manyika. Dans une critique pour Clash Magazine, Ben Miles note l'album 8 sur 10, le décrivant comme un changement audacieux par rapport au son house basé sur des samples de Folamour. Éloigné des influences disco des années 1970 et 1980, l'album intègre des instruments live comme des batteries acoustiques et des guitares électriques, mettant en avant son « large éventail musical ». Il souligne que des morceaux tels que The Journey et Lost in Space mélangent house, techno et pop, poussant sa musique vers un attrait mainstream. Miles note également les expériences rythmiques et les synthétiseurs riches dans des chansons comme We Gotta Wake Up This World From Its Sleep, signalant ce qu'il voit comme l'évolution de Folamour de DJ à compositeur. Après la sortie de The Journey, Folamour reprend ses tournées à travers les États-Unis et l'Europe.
Après The Journey, Folamour sort le single Fearless en avril 2022 et Alive en décembre 2022. Fearless devient un incontournable de ses sets DJ avant sa sortie officielle, suscitant une grande attente chez les fans. C'était la première sortie de Folamour depuis The Journey. Alive marque une continuité dans l'approche évolutive de Folamour envers la production musicale. Éloigné de l'utilisation des samples, il écrit et enregistre ses propres voix pour le morceau, incorporant des instruments live tels que des cordes orchestrales, un piano live, et des batteries électroniques et grosse caisse.
En mai 2023, Folamour sort son cinquième album studio, Manifesto, via Columbia France, Ultra, et son propre label FHUO Records. Cet album de 14 titres nécessite deux ans de travail et est décrit par Folamour comme un projet profondément personnel explorant des thèmes d'amour et de liberté. Il comprend des collaborations avec Amadou et Mariam, Baccus, Jungle By Night, Khazali, Emmanuel Jal, et Tim Ayre. Il est décrit par Mixmag comme « construisant sur un son house signature tout en s'aventurant dans de nouveaux territoires. » L'album reçoit des critiques positives et est couronné meilleur album de la semaine par DJ Mag et Mixmag. Folamour entame une tournée de lancement de l'album à partir de 2023.

## Style musical
Les premiers travaux de Folamour explorent des genres allant de la pop au jazz, le conduisant finalement à se concentrer sur la house. Sa musique est profondément influencée par son enfance à Lyon, une ville qui a joué un rôle crucial dans son développement artistique.

## Discographie

### Albums et EP
- 2014 : Deeply Rooted Vibes (EP)
- 2015 : CellarDoor EP
- 2015 : Oyabun (EP)
- 2017 : 4MYPPL#1
- 2017 : Nights Over You (EP)
- 2017 : The Power and The Blessing of Unity (EP)
- 2017 :  Umami
- 2018 : Feelings For Ur Own Revolution
- 2018 : Club Degli Esploratori
- 2018 : Melophrenia
- 2019 : Ordinary Drugs
- 2021 : The Journey
- 2023 : Manifesto

### Singles
- 2017 : Shakkei
- 2018 : Devoted to U
- 2020 : I Miss Having Someone to Talk to
- 2020 : Sun After Rain (avec Jitwam)
- 2021 : Just Want Happiness
- 2022 : Fearless
- 2022 : Birds
- 2022 : My People
- 2022 :  Alive
- 2023 : Freedom
- 2023 : Friends
- 2023 : Post Tenebras Lux
- 2024 : Pressure Makes Diamonds